# Vernonia sapinii
Vernonia sapinii là một loài thực vật có hoa trong họ Cúc. Loài này được De Wild. miêu tả khoa học đầu tiên năm 1914.